# 科切尼奧沃區

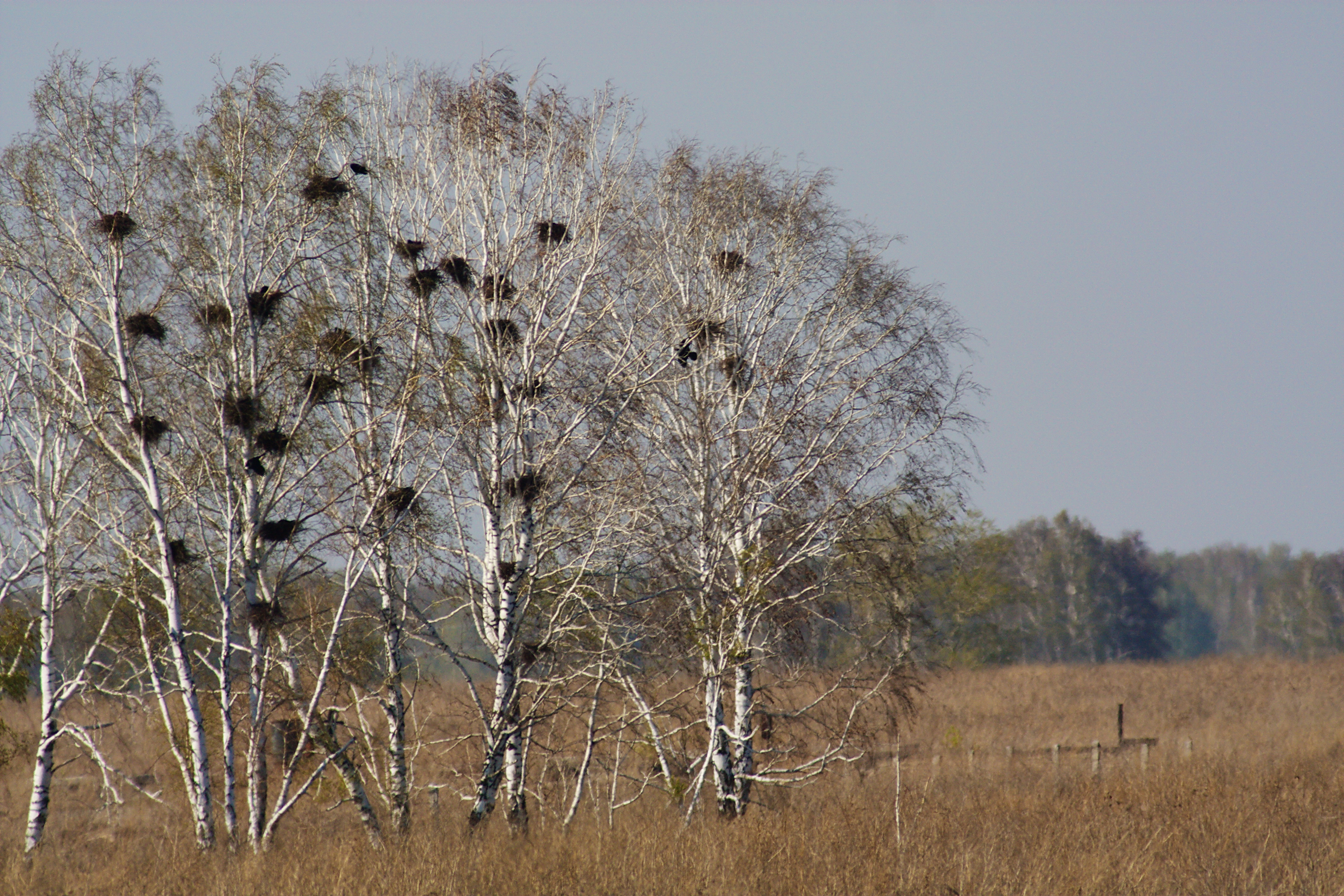

55°01′N 82°13′E / 55.017°N 82.217°E
科切尼奧沃區（俄语：Коченёвский район），是俄羅斯的一個區，位於該國南部，由新西伯利亞州負責管轄，面積5,072平方公里，2010年人口43,850，人口密度每平方公里8.65人。